# Cotoneaster schubertii
Cotoneaster schubertii är en rosväxtart som beskrevs av Klotz. Cotoneaster schubertii ingår i släktet oxbär, och familjen rosväxter. Inga underarter finns listade i Catalogue of Life.